# Dolby Surround

Symbol Dolby Surround

Dolby Surround je označení pro vícekanálový analogový zvukový systém pro domácí využití. Jedná se o první verzi vícekanálového zvuku z řady Dolby Stereo. Byl představen v roce 1982 firmou Dolby Laboratories.

## Princip
Termín Dolby Surround nabývá dvou významů. Jedná se o způsob, jak je prostorový zvuk zakódován a také slouží jako označení pro první dekodéry. Obecně princip spočívá v tom, že kanál levý, středový, pravý a zadní (mono surround) jsou maticově zakódovány do dvou signálů left total a right total (Lt a Rt). Tento zvuk je pak obsažen na videonosičích a je přehratelný ve stereo systému. Pro zpětné oddělení těchto čtyř zvukových signálů je pak zapotřebí dekódér.

## Dolby Pro Logic
V roce 1987 byla představena nová verze systému Dolby Surround označená Pro Logic. Systém dokáže dekódovat i signál pro středový kanál.